# Norbert Lammert
Norbert Lammert (Bochum, 1948. november 16. –) német kereszténydemokrata politikus. 1989 és 1998 között politikai államtitkár, 2002-től 2005-ig a Bundestag alelnöke, 2005-től elnöke. Római katolikus vallású.

## Élet és munka
Szüleinek 7 gyermeke közül Norbert volt az elsőszülött. Az érettségit 1967-ben tette le a Bochumi Társadalomtudományi Gimnáziumban, majd 1968-ban katonai szolgálatba lépett. Ekkor szerzett diplomát politikatudományokból, szociológiából, modern történelemből és társadalmi gazdaságtanból a Bochumi Ruhr Egyetemen, valamint az Oxfordi Egyetemen szociális tudományokból. Tanulmányait a Cusanuswerk tehetséggondozó intézmény támogatta.
1975-ben szabadúszó oktató a felnőttképzésben. Tanára volt a bochumi és a hágai egyetemnek, 2004 óta a Bochumi Ruhr Egyetemnek, ahol 2008-tól tiszteletbeli professzor.
1971-ben nősült, feleségtől, Gertrude-től 4 gyermeke (2 lánya és 2 fia) született. Bochumban élnek.

## Párttevékenység
Lammert 1964-ben a Fiatalok Uniójába, 1966-ban a CDU-ba lépett be. 1975-ben beválasztották a bochumi városi tanácsba, ahol 1980-ig volt tanácsos.
1984-ben Vesztfália-Lippe-ben a Fiatalok Uniójának helyettes elnöke. 1986 és 2008 között tagja volt a CDU észak-rajna-vesztfáliai elnökségének. Ugyanekkor a CDU Ruhr-vidéki elnöke, ma tiszteletbeli elnöke.
Tagja a CDU elnökségének.

## Fordítás
- Ez a szócikk részben vagy egészben  a   Norbert Lammert című német Wikipédia-szócikk ezen változatának fordításán alapul.  Az eredeti cikk szerkesztőit annak laptörténete sorolja fel. Ez a jelzés csupán a megfogalmazás eredetét és a szerzői jogokat jelzi, nem szolgál a cikkben szereplő információk forrásmegjelöléseként.